# Dylan Moscovitch
Dylan David Moscovitch (Toronto, 23 september 1984) is een Canadees voormalig kunstschaatser die actief was als paarrijder. Hij won in 2014 met zijn eerdere schaatspartner Kirsten Moore-Towers de zilveren medaille bij de teamwedstrijd op de Olympische Winterspelen in Sotsji. Bij de paren werden ze vijfde. Moscovitch schaatste van 2014 tot 2018 met Ljoebov Iljoesjetsjkina.

## Biografie

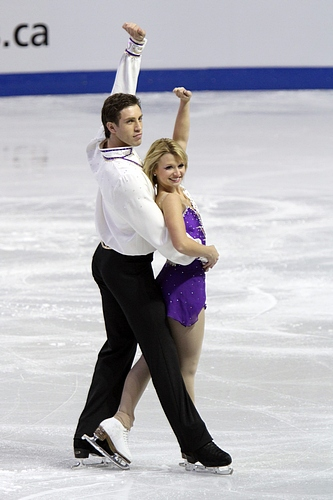
Moscovitch en zijn voormalige partner Kirsten Moore-Towers (2010)

Moscovitch stapte voor het eerst op het ijs toen hij dertien maanden oud was, en ging lessen volgen bij de West Toronto Skating Club. In het begin van zijn carrière werd hij gecoacht door de Canadese kunstschaatscoach Paul Wirtz. Moscovitch was toen lid van de Toronto Cricket, Skating and Curling Club. Hij begon in juni 2003 met paarrijden en werd hiervoor gekoppeld aan zijn tien jaar jongere zus Kyra Moscovitch. Tegelijkertijd bleef hij ook actief als soloschaatser. Paul Wirtz (overleden in april 2006) en zijn assistent-coaches Kris Wirtz en Kristy Sargeant werkten tot januari 2006 samen met broer en zus Moscovitch, waarna de laatsten overstapten naar Lee Barkell in Barrie, Ontario. Kyra Moscovitch moest echter in oktober 2008 stoppen met de sport, nadat ze scoliose bleek te hebben.
In februari 2009 werd hij gekoppeld aan Kirsten Moore-Towers, die jarenlang op dezelfde ijsbaan had getraind als Moscovitch. Het echtpaar Wirtz en Sargeant, winnaars van de zilveren medaille bij de parenwedstrijden op de 4CK van 1999, coachte het jonge paar bij de Kitchener-Waterloo Skating Club in Waterloo (Ontario). Moore-Towers en Moscovitch maakten in het seizoen 2009/10 tijdens Skate Canada hun debuut bij de Grand Prix. Het jaar erop werden ze eigenlijk alleen ingedeeld bij Skate America, maar door het uitvallen van Jessica Dubé / Bryce Davison mochten ze toch weer aantreden bij Skate Canada. Bij beide wedstrijden wonnen ze de zilveren medaille en ze werden zesde bij de Grand Prix-finale. Vervolgens werden ze Canadees kampioen. Ze hebben drie keer deelgenomen aan de WK en drie keer aan de 4CK, met als beste resultaat respectievelijk de vierde (WK: 2013, 2014) en de tweede plek (4CK: 2013). Het paar nam in 2014 deel aan de Olympische Winterspelen in Sotsji en werd er vijfde bij de paren en tweede met het team.
Kort na de Spelen, in april 2014, maakten Moore-Towers en Moscovitch bekend de samenwerking te beëindigen. Hun doelstellingen zouden te ver uit elkaar liggen. Zij vond al gauw een nieuwe partner in Michael Marinaro, hij ging verder met Ljoebov Iljoesjetsjkina. Moscovitch en Iljoesjetsjkina hebben vier keer deelgenomen aan de 4CK, met als beste prestatie de bronzen medaille in 2017. Van hun drie deelnames aan de WK was de zesde plek op de WK in 2017 de hoogste notering. Ter voorbereiding op het olympische seizoen ontving Iljoesjetsjkina in september 2017 haar Canadese paspoort, alleen kwalificeerde het paar zich maanden later niet voor de Olympische Winterspelen in Pyeongchang. Moore-Towers en Marinaro lukte dit wel; zij eindigden er als elfde bij de paren.
Moscovitch maakte in april 2018 bekend zijn sportieve carrière te beëindigen. Hij is verloofd met tennisster Sharon Fichman.

## Belangrijke resultaten
2003-2008 met Kyra Moscovitch, 2009-2014 met Kirsten Moore-Towers, 2014-2018 met Ljoebov Iljoesjetsjkina
| Kampioenschap                | 05/06 | 06/07         | 07/08         | 08/09         |               | 09/10         | 10/11         | 11/12         | 12/13         | 13/14         |               | 14/15         | 15/16         | 16/17         | 17/18         |
| ---------------------------- | ----- | ------------- | ------------- | ------------- | ------------- | ------------- | ------------- | ------------- | ------------- | ------------- | ------------- | ------------- | ------------- | ------------- | ------------- |
| Olympische Spelen            |       |               |               |               |               |               |               |               | 5e · (team)   |               |               |               |               |               |               |
| Wereldkampioenschap          |       |               |               |               |               | 8e            |               | 4e            | 4e            | 13e           | 7e            | 6e            |               |               |               |
| Viercontinentenkampioenschap |       |               |               |               | 9e            | 5e            |               | Zilver        |               | 6e            | 5e            | Brons         | 4e            |               |               |
| Grand Prix-finale            |       |               |               |               |               | 6e            |               | 5e            | 6e            |               |               |               |               |               |               |
| Nationaal kampioenschap      |       | 7e            | 4e            | –             | 5e            | Goud          | 4e            | Zilver        | Zilver        | Zilver        | Brons         | Zilver        | 4e            |               |               |
| NK junioren                  | Goud  | geen deelname | geen deelname | geen deelname | geen deelname | geen deelname | geen deelname | geen deelname | geen deelname | geen deelname | geen deelname | geen deelname | geen deelname | geen deelname | geen deelname |